# Alison Styring
Alison Styring (* 1972 als Alison Robinson) ist eine US-amerikanische Ornithologin. Sie lehrt am Evergreen State College in Olympia, Washington. Styrings Forschungsschwerpunkt liegt auf der Vogelwelt Südostasiens.

## Leben
Styring wurde 1972 als Alison Robinson geboren. Sie studierte Biologie an der Indiana University Bloomington. Während eines Studienaufenthalts in Australien 1993 entschloss sich Styring, eine Karriere als Ornithologin einzuschlagen und schrieb sich in der Folge an der Louisiana State University ein. 2002 verfasste sie dort ihre Dissertation über die Auswirkungen der malaiischen Forstwirtschaft auf dortige Spechtarten. Anschließend arbeitete sie für das Disney World in Disney’s Animal Kingdom, wo sie ein Programm zur Beobachtung der einheimischen Tierwelt leitete. Seit August 2005 lehrt Styring am Evergreen State College im US-amerikanischen Bundesstaat Washington.

## Werk
Alison Styring beschäftigt sich vor allem mit der Avifauna Südostasiens, wobei Spechte und Hornraben einen besonderen Platz in ihrer Forschung einnehmen. Seit 2011 plant sie eine groß angelegte Kartierung des Tawau Hills Parks auf Borneo, wobei Vogel- und andere Tierstimmen der dortigen Arten gesammelt werden sollen. Mediale Aufmerksamkeit erregte dabei ihr Vorgehen zur Finanzierung des Projektes. Styring stellte ihr Vorhaben auf der Crowdsourcing-Plattform Kickstarter ein und bat interessierte Internetnutzer, das Vorhaben mit 20.000 US$ vorzufinanzieren. Styring erklärte dieses Vorgehen damit, dass konventionelle Einrichtungen zur Wissenschaftsförderung kein Interesse an einem Projekt gezeigt hätten, dessen direkter finanzieller Nutzen eher gering sei. Die Kickstarter-Finanzierung scheiterte jedoch, da die anvisierte Summe nicht zustande kam.